# Góra Bałdrzychowska (gromada)
Góra Bałdrzychowska – dawna gromada, czyli najmniejsza jednostka podziału terytorialnego Polskiej Rzeczypospolitej Ludowej w latach 1954–1972.
Gromady, z gromadzkimi radami narodowymi (GRN) jako organami władzy najniższego stopnia na wsi, funkcjonowały od reformy reorganizującej administrację wiejską przeprowadzonej jesienią 1954 do momentu ich zniesienia z dniem 1 stycznia 1973, tym samym wypierając organizację gminną w latach 1954–1972.
Gromadę Góra Bałdrzychowska siedzibą GRN w Górze Bałdrzychowskiej utworzono – jako jedną z 8759 gromad na obszarze Polski – w powiecie łęczyckim w woj. łódzkim, na mocy uchwały nr 32/54 WRN w Łodzi z dnia 4 października 1954. W skład jednostki weszły obszary dotychczasowych gromad Góra Bałdrzychowska wieś, Góra Bałdrzychowska kolonia i Wólka oraz wieś Byczyna i wieś Rąkczew z dotychczasowej gromady Zagórzyce ze zniesionej gminy Poddębice w powiecie łęczyckim, ponadto obszar dotychczasowej gromady Feliksów ze zniesionej gminy Krokocice w powiecie sieradzkim. Dla gromady ustalono 12 członków gromadzkiej rady narodowej.
1 stycznia 1956 gromada weszła w skład nowo utworzonego powiatu poddębickiego w tymże województwie.
31 grudnia 1959 z gromady Góra Bałdrzychowska wyłączono wieś Rąkczyn i wieś Byczyna włączając je do gromady Praga, po czym gromadę Góra Bałdrzychowska zniesiono, a jej (pozostały) obszar włączono do nowo utworzonej gromady Kałów.